# Comechingón
Comechingón (pl. Comechingones; Hênîa-Kâmîare), jedno od starih indijanskih plemenskih skupina iz Argentine koji su živjeli na području današnjih provincija Córdoba i San Luis. Sastojali su se od dviju glavnih geografskih grupa Hênîa na sjeveru i Kâmîare na jugu, podijeljenih na više plemena. Bili su sjedilačko stanovništvo koje se bavilo obradom tla i sakupljanjem divljeg voća, kao što sualagarroba i chañar .
Kâmîare su živjeli poglavito na sjeveru provincije San Luis, a dijeli su se na plemena Saleta, Nogolma i Michilingüe. Plemena Hênîa poglavito na sijeri provincije Córdoba, bila su Mogas (Sierras de Ambargasta), Caminigas, Gualas ili Guachas, Chine, Sitón (Valle de Punilla, istočna Sierra Chica), Aluleta (zapadna Sierra Chica, Valle de Paravachasca, i jug Valle de Punilla), Naure (južna i središnja Valle de Traslasierra; sjeverno od Saleta i Nogolma), Macaclita (Valle de Calamuchita, istočna Sierras de Comechingones pa do Río Cuarto).

## Vanjske poveznice
- A-Bak'
- Cultura Comechingon
- Comechingón  Arhivirana inačica izvorne stranice od 28. kolovoza 2013. (Wayback Machine)